# Cliff Battles
Clifford „Cliff“ Franklin Battles (* 1. Mai 1910 in Akron, Ohio; † 28. April 1981 in Clearwater, Florida), Spitzname: „Gip“, war ein US-amerikanischer American-Football-Spieler und -Trainer in der National Football League (NFL). Er war der erste Runningback der NFL-Geschichte, der mehr als 200 Yards Raumgewinn in einem Spiel erzielen konnte.

## Spielerlaufbahn

### College
Battles besuchte in seiner Geburtsstadt die High School und spielte dort American Football. Nach seinem Schulabschluss studierte er von 1928 bis 1931 am West Virginia Wesleyan College. Neben Football spielte er Basketball, Baseball und Tennis. Auch als Leichtathlet war er aktiv. Für seine Collegefootballmannschaft lief er im Regelfall als Halfback auf, spielte aber auch auf anderen Positionen. 1930 konnte er für seine Mannschaft sieben Touchdowns erzielen. 1931 konnte er diese Zahl auf 15 erhöhen, sieben davon erzielte er alleine in einem Spiel. Battles erhielt auf dem College niemals einen All-Star Status, obwohl er in allen Sportarten mehrfach von seinem College ausgezeichnet wurde. Battles wurde trotzdem von den Scouts verschiedener Footballprofimannschaften umworben.

### Profifootballspieler
Im Jahr 1932 erhielt Battles Vertragsangebote von den Portsmouth Spartans und den New York Giants. Beide Teams boten ihm ein Gehalt von 150 US-Dollar pro Spiel an. Da ihm die Boston Braves 25 US-Dollar mehr boten, unterschrieb er bei dem neugegründeten Team aus Boston. 1933 konnte er sein Einkommen auf 2750 US-Dollar steigern, was einem Durchschnitt von 230 US-Dollar pro Spiel entsprach. Battles wurde in Boston Mitspieler von dem späteren Mitglied in der Pro Football Hall of Fame Turk Edwards, der ihm als Offensive Tackle den Weg in die gegnerische Endzone freiblocken sollte. Battles war ein außergewöhnlicher schneller Spieler, der von der gegnerischen Defense nur schwer zu kontrollieren war. Hatten ihm die Mitspieler den Weg durch die gegnerische Defensive Line frei geblockt, war er nicht mehr einholbar.
Die Braves wurden ein Jahr später in Redskins umbenannt und waren vor der Saison 1937 gezwungen nach Washington, D.C. umzuziehen, da ihr jährlicher Verlust bei 100.000 US-Dollar lag. 1936 wurde die Mannschaft mit dem End Wayne Millner ergänzt, der als weiterer Blocker von Battles agierte und später gleichfalls in die Pro Football Hall of Fame aufgenommen wurde. Im gleichen Jahr konnten die Redskins das erste Mal in das NFL-Meisterschaftsspiel einziehen, musste sich aber den Green Bay Packers mit 21:6 geschlagen geben. Battles verletzte sich frühzeitig im Spiel und konnte daher die Niederlage seiner Mannschaft nicht verhindern.
Nach dem Umzug der Mannschaft nach Washington gelang den Redskins die Verpflichtung von Sammy Baugh, der fortan als Quarterback die Geschicke des Teams leiten sollte und wie viele seiner Mannschaftskameraden in die Pro Football Hall of Fame aufgenommen wurde. Baugh und Battles harmonierten hervorragend. Es gelang ihnen mit der Mannschaft 1937 in das Endspiel einziehen. Den Meistertitel konnte man schließlich mit einem 28:21-Sieg gegen die Chicago Bears gewinnen. Battles konnte in dem Spiel einen Touchdown erzielen.
Battles stellte zahlreiche Saisonrekorde auf. So erzielte er als Rookie 576 Yards Raumgewinn in einer Saison, 1937 erzielten er nochmals diesen Saisonrekord – diesmal mit 874 Yards. 1933 konnte er einen Durchschnitt von 5,4 Yards pro Lauf erzielen. 1933 konnte er in einem Spiel gegen die Giants 215 Yards Raumgewinn durch Laufspiel erzielen und war damit der ersten Spieler der NFL, der in einem Spiel die 200 Yard-Marke überschreiten konnte.
Unmittelbar nach der Saison 1937 kam es zwischen den Besitzern der Mannschaft und Cliff Battles zu einer kontroversen Diskussion über seine zukünftige Bezahlung. Wie sein Mannschaftskamerad Sammy Baugh Jahre nach dessen Karriereende in einem Interview ausführte, forderte Battles eine Bezahlung von 3000 US-Dollar pro Saison. Damit hätte er sein Einkommen um 250 US-Dollar gesteigert. Baugh führte weiter aus, dass die Redskins nicht bereit waren dem besten Runningback der Liga den „lächerlichen“ Aufschlag von 250 US-Dollar zu bezahlen. Battles beendete seine Spielerlaufbahn und wurde mit einem jährlichen Einkommen von 4000 US-Dollar Assistenztrainer an der Columbia University.

## Trainerlaufbahn
Battles war an der Columbia University bis 1943 tätig, die letzten beiden Jahre auch als Trainer der Basketballmannschaft. Nach seiner Militärdienstzeit beim United States Marine Corps, war er zwei Jahre Head Coach der Brooklyn Dodgers, einer Mannschaft die in der All-America Football Conference angesiedelt war.

## Nach der NFL
Bis zu seiner Pensionierung war Battles Vertriebspartner von General Electric. Er setzte sich 1979 zur Ruhe und starb nach einem Herzversagen. Battles wurde in Rockville beerdigt. Er war verheiratet und hinterließ zwei Töchter sowie sechs Enkelkinder.

## Ehrungen
Battles wurde sechsmal zum All-Pro gewählt. Er ist Mitglied im NFL 1930s All-Decade Team, in der College Football Hall of Fame, in der West Virginia Hall of Fame, in der Hall of Fame seines Colleges und in der Pro Football Hall of Fame. Seine Geburtsstadt benannte eine Straße nach ihm.